# Грађевина
Грађевина је остварење грађевинске технике самостална је и највећим делом непокретна конструкција (направа) коју је саградио човек и која служи за људске делатности, заштиту, боравак и сл. Главна подела грађевина је на:
- високоградњу (зградарство) и
- нискоградњу (путеви, мостови, бране итд.).

Грађевина која је намењена за становање зове се кућа или стамбена зграда. Једина врста грађевина код којих је већи део у покрету су покретни мостови, те се они могу сматрати прелазом између грађевине и машине.

## Делови једне грађевине
Свака грађевина мора да поседује:
- Носећу конструкцију
- Темељ је део грађевинског објекта који је укопан у земљу. Он преноси оптерећење грађевинског објекта на чврсту подлогу (земљу) и равномерно га распоређује. Улога темеља је да осигура чврстоћу и стабилност објекта током низа година у случају земљотреса и поплава. Градња темеља започиње ископавањем рупе у коју се поставља метална шипка, а затим улива бетон. Темељи могу бити направљени и од армираног бетона, камена или опеке.
- Зидови имају задатак да преузму оптерећење кровова, међуспратних конструкција, оптерећење људи и намештаја и да га пренесу на темељ
- Стубови су вертикални грађевински елементи. Имају носиву улогу, тј. могу преузимати оптерећење од међуспратне конструкције и преноси га на темељ. Изнад стубова и зидова налази се серклаж* од армираног бетона, који повезује међуспратну конструкцију са зидовима и стубовима. Поред стубова, као веома битан конструктивни елемент користе се греде.
- Греде се постављају хоризонтално када треба да се премости празан простор између два зида или два стуба.
- Међуспратна конструкција служи да прихвати оптерећење од људи и намештаја и да га пренесе на зидове и стубове, а физички раздваја и изолује спратове објекта.
- Степенице служе да повежу нивое и етаже (спратове) по вертикали на објекту. Могу бити унутрашње и спољашње, а израђују се од армираног бетона, дрвета или метала.
- Кров је врло важан елемент сваког објекта јер штити зграду од спољашњих утицаја и од размене температуре са околином. Кров се састоји од кровне конструкције и кровног покривача. Кровна конструкција је носач кровног покривача, прима сва оптерећења кровног покривача и преноси их на носеће зидове. Коси кровови праве се под различитим нагибима, а то пре свега зависи од кровног покривача и климатских прилика краја у којем се зграда налази.
- Димњак је вертикални канал који гасове из ложишта пећи преко крова одводи ван зграде.
- Врата јесу отвори у спољашњим или унутрашњим зидовима који повезују просторије и одвајају спојни простор од унутрашњег. Врата се састоје од оквира (штока) и крила. Оквир је непокретни део врата који се уграђује у оквир зида. Крило је покретни део врата чијим се померањем врата отварају или затварају.
- Прозори јесу отвори у зиду који служе за осветљавање и проветравање затворених просторија. Сваки прозор састоји се од оквира (штока) и крила прозора – застакљеног дела који се уграђује у припремљене отворе у зидовима. Прозори могу бити једнокрилни и вишекрилни.[1]

А поред ње и нешто од овога:
- Архитектонику
- Електричне инсталације
- Инсталације водовода и канализације
- Термомашинске инсталације (грејање, вентилација и климатизација)
- Противпожарне инсталације
- Машинске инсталације (лифтови, ескалатори итд.)

## Грађевински материјали
Материјали који се користе у градњи:
- Дрво
- Камен
- Бетон
- Опека
- Керамичке плочице
- Гипс
- Челик
- Асфалт
- Стакло итд.